# Kitarō Kōsaka
Kitarō Kōsaka (高坂 希太郎, Kōsaka Kitarō), né le 28 février 1962 dans la préfecture de Kanagawa, est un réalisateur d’anime et animateur japonais.

## Biographie
Après des études dans un lycée de Fukaya, dans la préfecture de Saitama, il rentre en 1979 au studio Oh! Production. Il travaille alors en tant qu'animateur clé pour de nombreux projets et notamment pour les films du studio Ghibli. En 1986, il devient indépendant et continue sa collaboration avec le studio. Il a travaillé sur de nombreux autres projets pour le studio Madhouse, notamment des adaptations des œuvres du mangaka Naoki Urasawa, dont Yawara!, Master Keaton et Monster, ainsi que des adaptations de deux œuvres de Clamp, dont Trèfle et X, tous deux étant des courts métrages.
Depuis 1984, Kitarō Kōsaka marque donc sa carrière par ses nombreuses collaborations avec le Studio Ghibli. Il commence en tant qu'animateur clé pour Nausicaä de la Vallée du Vent, puis Le Château dans le ciel (1986), Le Tombeau des lucioles (1988) et Pompoko (1994). Ses premières collaborations avec les maîtres de l'animation japonaise Hayao Miyazaki et Isao Takahata lui permettent d'évoluer au sein du studio. Il devient alors coresponsable de l'animation pour Princesse Mononoké (1997), Le Voyage de Chihiro (2001), Le Château ambulant (2004), Ponyo sur la falaise (2008), et La Colline aux coquelicots (2011). Il devient finalement directeur de l'animation pour Le vent se lève, de Miyazaki sorti en 2013. Kitarō Kōsaka a déjà été une première fois directeur de l'animation pour Si tu tends l'oreille en 1995.
En 2003, Kōsaka réalise le film d'animation Nasu, un été andalou, qui se déroule sur le Tour d'Espagne, course cycliste sur route. Le film est adapté du manga Nasu de Iō Kuroda, que Hayao Miyazaki, un fan de cyclisme, a lui-même recommandé à Kōsaka,. Le film devient le premier film d'animation japonais à être sélectionné pour le Festival de Cannes,,.

## Filmographie

### Réalisateur
- 1993 : A-girl
- 1999 : Trèfle (クローバー, Clover?)
- 2003 : Nasu, un été andalou (茄子 アンダルシアの夏, Nasu: Andalusia no natsu?)
- 2007 : Nasu: A Migratory Bird with Suitcase (茄子 スーツケースの渡り鳥, Nasu: Suitcase no Wataridori?)
- 2018 : Okko et les Fantômes (若おかみは小学生！, Waka okami wa shōgakusei!?)

### Animateur

#### Cinéma
- 1984 : Nausicaä de la Vallée du Vent (風の谷のナウシカ, Kaze no tani no Naushika?)
- 1985 : L'Épée de Kamui (カムイの剣, Kamui no Ken?)
- 1985 : Edgar de la Cambriole : L'Or de Babylone (ルパン三世　バビロンの黄金伝説, Rupan sansei: Babiron no Ōgon densetsu?)
- 1985 : L'Œuf de l'ange (天使のたまご, Tenshi no Tamago?)
- 1986 : Le Château dans le ciel (天空の城ラピュタ, Tenkū no shiro Rapyuta?)
- 1987 : Les Ailes d'Honnéamise (王立宇宙軍 オネアミスの翼, Ōritsu Uchūgun: Oneamisu no Tsubasa?)
- 1988 : Le Tombeau des lucioles (火垂るの墓, Hotaru no haka?)
- 1988 : Akira (アキラ?)
- 1989 : Little Nemo : Les Aventures au pays de Slumberland (NEMO/ニモ?)
- 1994 : Pompoko (平成狸合戦ぽんぽこ, Heisei tanuki gassen Ponpoko?)
- 1995 : Si tu tends l'oreille (耳をすませば, Mimi o sumaseba?)
- 1997 : Princesse Mononoké (もののけ姫, Mononoke hime?)
- 2001 : Le Voyage de Chihiro (千と千尋の神隠し, Sen to Chihiro no kamikakushi?)
- 2001 : Metropolis (メトロポリス, Metoroporisu?)
- 2004 : Le Château ambulant (ハウルの動く城, Hauru no ugoku shiro?)
- 2008 : Ponyo sur la falaise (崖の上のポニョ, Gake no ue no Ponyo?)
- 2013 : Le vent se lève (風立ちぬ, Kaze tachinu?)

#### Télévision
- 1982-1983 : Kié la petite peste (じゃリン子チエ, Jarinko Chie?)
- 1982 : Karine, l'aventure du Nouveau Monde (南の虹のルーシー, Minami no niji no Rūshī?)
- 1983-1985 : Ordy ou les Grandes Découvertes (ミームいろいろ夢の旅, Meme Iro Iro Yume no Tabi?)
- 1984-1985 : Lupin III (ルパン三世, Rupan Sansei?)
- 1984-1985 : Sherlock Holmes (名探偵ホームズ, Meitantei Hōmuzu?)
- 1987 : Les Quatre Filles du docteur March (愛の若草物語, Ai no Wakakusa Monogatari?)
- 1987 : Twilight Q (トワイライトQ, Towairaito Kyū?)
- 1988 : Kaze o Nuke!
- 1989-1992 : Yawara! (ヤワラ!, YAWARA!?)
- 1993 : X (エックス, ekkusu?)
- 1998-1999 : Master Keaton (MASTERキートン, Masutā Kīton?)
- 2004 : Monster (モンスター, Monsutā?)